# 1045 Michela
Michela (asteróide 1045) é um asteróide da cintura principal, a 1,9842168 UA. Possui uma excentricidade de 0,1587929 e um período orbital de 1 323,17 dias (3,62 anos).
Michela tem uma velocidade orbital média de 19,39320795 km/s e uma inclinação de 0,26337º.
Esse asteróide foi descoberto em 19 de Novembro de 1924 por George Van Biesbroeck.